# Hotel Lux
L'Hotel Lux era un hotel in Mosca, nel quale nei primi anni dell'Unione Sovietica, soggiornarono a lungo  leader emigrati dei partiti comunisti di altri paesi.

## Storia
L'hotel fu costruito dal figlio del fornaio Ivan Filippov come Hotel Francija (Hotel Francia) nella via Tverskaja (Тверская улица; Tverskaja ulica) al n. 36 come edificio di quattro piani. L'hotel ospitava anche il "Caffè Filippov".
Dopo la vittoria della rivoluzione d'ottobre l'hotel fu rinominato Люкс(ъ) che corrisponde al francese (de) luxe. Dal 1921 vi fu sistemata la foresteria dell'Internazionale Comunista. Nel 1933 l'edificio fu ampliato di due piani. A quel tempo esso aveva 300 camere e poteva ospitare 600 persone. L'indirizzo nel frattempo era mutato in ulica Gor'kogo (via Gor'kij) 10.
I membri del Partito comunista tedesco,  ivi in esilio negli anni trenta, furono molto ben trattati, anche se si lamentarono che era infestato dai ratti. Molti ospiti, nel periodo delle grandi purghe, tra il 1936 e il 1938, vi furono arrestati dall'NKVD, sottoposti a interrogatorio e torturati. Dopo una condanna sulla base di accuse arbitrarie queste persone furono deportate in Gulag (campi di lavoro forzato) o giustiziate. Nell'ottobre del 1941, quando le truppe tedesche erano a pochi chilometri da Mosca, l'hotel fu evacuato e gli ospiti trasferiti a Ufa, nel Circondario federale del Volga, ma già nel febbraio del 1942 rientravano nell'hotel.
Verso la fine della seconda guerra mondiale l'hotel ospitò per breve tempo il "Gruppo  Ulbricht", che il 30 aprile 1945 rientrò in Germania.
Gli ultimi "politici" lasciarono l'hotel nel 1954. Infine questo divenne un normale hotel con il nome di "Hotel Central'naja".
Da anni l'edificio è stato restaurato. Dopo la ridenominazione della via, l'indirizzo oggi è via Tverskaja 10 (in russo Тверская улица)

## Ospiti di rilievo
Nell'hotel abitarono per un tempo più o meno lungo, tra gli altri, le seguenti persone di rilievo:
Ruth Fischer, esponente femminile del partito comunista austro-tedesco, che vi fu trattenuta agli arresti domiciliari per dieci mesi, Wolfgang Leonhard, Ruth von Mayenburg (Partito Comunista d'Austria), Heinz Neumann e Margarete Buber-Neumann, membri entrambi del Partito Comunista di Germania, Walter e  Lotte Ulbricht, nel 1935, ed Herbert Wehner, dal 1937 fino all'inizio del 1941. Inoltre: Johannes R. Becher, Bolesław Bierut, Willi Bredel, Georgi Dimitrov, Fritz Erpenbeck, Klement Gottwald, Antonio Gramsci, Aino e Otto Kuusinen, Elisabeth Markstein, Imre Nagy, Wilhelm Pieck, Theodor Plivier, Ernst Reuter, Rudolf Slánský, Richard Sorge, Ernst Thälmann, Josip Broz Tito, Palmiro Togliatti, Erich Weinert, Markus Wolf, Clara Zetkin.

### Filmografia
- Heinrich Breloer: Wehner - Die unerzählte Geschichte (2) Hotel Lux. Documentario. Germania 1993.
- Leander Haußmann: Hotel Lux. Lungometraggio con Michael Herbig, Germania, 2011.